# 初恋限定。
『初恋限定。』（ハツコイリミテッド）は、河下水希による日本の漫画。

## 概要
『週刊少年ジャンプ』（集英社）にて、2007年（平成19年）44号から2008年（平成20年）26号まで連載された。単行本の累計発行部数は約85万部を記録している。連載終了後にメディアミックス企画が発表され、2009年（平成21年）2月にドラマCD化、同年4月にはテレビアニメ化（BS11での放送とネット配信のみで地上波での放送はなし）された。
中学・高校の主として8人の女子の初恋にまつわる物語が展開される、オムニバス形式の作品。河下水希の作品が『週刊少年ジャンプ』に連載されたのは『いちご100%』以来である。連載期間が約半年間足らずという事実上の打ち切り作品であるにもかかわらずドラマCD化やアニメ化が決まった非常に珍しいケースである。
アニメ版についてもパンチラなどのサービスカットが多く、「ストーリーよりもパンチラやパンツの作画が良かった」とする感想が多い。またエンディングでは各キャラクターのコスプレ姿が描かれ、実写パートも用意されるなど、こちらも好評を博した。

## 登場人物
声優はドラマCD版・アニメ版に基づく。なお、キャラクターの命名には一定の法則があり、名字の頭文字もしくは最初の音節をアルファベットから取っており、AもしくはZから順に埋めるように設定されている。

### 中学生女子
連載開始時、全員が雪ノ下中学2年生。後に3年に進級。ただし、すみれの初登場は進級直前であり、小説版でゆかりが登場するのは進級後はもちろんのこと、本編終了後の時期に当たる。
有原 あゆみ（ありはら あゆみ）
声 - 伊瀬茉莉也
7月3日生。血液型：O。好物は焼肉。趣味は財津君との将来を考えること。身長152センチメートル。
本作における事実上の主人公。内巻きのショートボブをした小柄な美少女。勉強は苦手で成績は悪いらしく、特に漢字をよく間違える。また、料理も大の苦手。また、パンツが丸見えになってしまうシーンがあるなど所謂「ドジッ娘な女の子」として描かれている。また、「男の子から愛の告白をされること」を夢見ている。
お姫様抱っこで保健室に運んでくれた同級生の衛に惚れるが、彼の兄・操に告白されてしまい、結局物語の最後まで返事は出さない。なお、衛が好きなのは山本岬（後述）で、岬が好きなのはあゆみの兄である有二であるため、それぞれの想いがすれ違う複雑な恋の関係になっている。
大のサッカー好きで身のこなしが軽く、操を蹴り倒すほどの脚力を持つ（だが、蹴った本人の脚にも相当のダメージが回るらしい）。小宵同様、岬からは妹のように可愛がられている。
劇中では初期数話は縞パンを穿いていたが、その後は無地の純白パンツを穿いている。これはアニメ版も同様である。
後述の別所小宵と千倉名央と共に、A（有原）B（別所）C（千倉）貧乳脱出競争と名付けて競っており、バストサイズは決して大きくなかった。しかし作者の河下水希がTwitterで「高校三年生になった有原あゆみ」の姿を投稿。あどけい顔立ちを残しつつ大人の色気も纏った姿となっており、バストサイズも巨乳レベルに達し発育に成功した模様である。
別所 小宵（べっしょ こよい）
声 - 豊崎愛生
10月25日生。血液型：O。好物はアジのひらき。特技は料理。
本作における主要人物の1人。ツーサイドアップの美少女。実兄・良彦が大好きないわゆるブラコン。
あゆみとは山本岬を恋敵として敵視している同志。しかし、妹が欲しかった岬からは可愛がられる。
餅はあんこ派。母親が他界していることもあって、料理を得意としている。だが、家計を省みない豪勢な食事を作り、兄からたびたび叱責を受ける。
千倉 名央（ちくら なお）
声 - 藤村歩
12月30日生。血液型：A。好物はアイスクリーム。趣味は読書と絵を描くこと。
本作における主要人物の1人。ショートカットの前髪をピンで留めた清楚な美少女。胸が小さいことに劣等感を持つ。優しく思いやりのある大人しい性格。美術部所属。
同級生の曽我部に想いを寄せられる一方で、偶然にも出会った美術部OBの連城由紀人に惹かれる。しかし、ボランティア活動をしながら生涯を通し、各国の子供達と絵を描くという夢を持つ連城は、高校卒業後すぐに日本を去り、恋は実らない。
土橋 りか（どばし りか）
声 - 寿美菜子
6月7日生。血液型：A。好物はカレーライス。特技は運動全般。
本作における主要人物の1人。褐色の肌をしたボーイッシュな体育会系美少女。テニス部所属。普段から無表情で口数も少なく、気心の知れた友人であるあゆみ達に対しても、ほとんど笑顔で接することがない。
同じテニス部の春人と付き合っており、中学生女子で唯一の彼氏持ち。しかし恋愛に慣れていないため、彼に対しても淡々としている。日常生活では慧と共に行動することが多い。
他の4人と同様に兄がいるらしいが、作中には登場しない。
江ノ本 慧（えのもと けい）
声 - 伊藤静
8月1日生。血液型：A。好物は納豆。特技は手芸。
本作における主要人物の1人。イギリス人の祖母を持つクォーター。中学生離れしたモデル張りの容姿を持つ美少女。手芸部所属。いわゆるツンデレ。
当の本人も自身の容姿に相当な自信を持ち、年商13億円の男にプロポーズされたこともある。ただし、周囲から「老け顔」などと罵られることも少なくない。
リーダーシップのある姉御肌で、他のメンバーを牽引するまとめ役。当初「男は顔」だと公言するが、ケンカばかりしてしまう楠田悦を好きになり、物語の最後には「男は中身」と言うようになる（土橋から「アンタがそれを言うとギャグ」と言われる）。
大抵はウェーブのかかったロングヘアを、ストレートかツインテールにしていることが多いが、作中ではその他にも色々な髪型を試している。
不動宮 すみれ（ふどうのみや すみれ）
声 - 川澄綾子
演劇部部長。慧を上回る長身とプロポーションに、超ロングヘアをツインテール、おしゃれメガネにチョーカーを身に付けるなど独特のファッションセンスの持ち主
演劇に必要なカッパ役に楠田悦をあらゆる手段で勧誘する。「～のだ」など、喋り方も独特。奇行も多いが、後輩からの人望は厚い。
安藤 そあこ（あんどう そあこ）
声 - 後藤沙緒里
単行本おまけ漫画「限定少女。」の主人公。通称「はいてない娘」。
口元の右下（まれに描き間違いで左下）にホクロのある天然系美少女。美術部所属。自他ともに認めるドジっ娘。
作中では下着を着けず登校し、様々なトラブルを巻き起こすが衛に助けられる。それがきっかけとなり、衛に好意を抱くようになる。
原作以外にも、小説、ドラマCD、TVアニメのDVD・ブルーレイでおまけシナリオのような形で主役として出演し、原作本編でもモブとして登場する。
本郷 ゆかり（ほんごう ゆかり）
小説版オリジナルキャラクター。第1話「オレンジのメッセージ」の主人公。手芸部所属。
ショートカットが似合い、ついついウケを狙う発想に走るなど男の子のような人物と周りには認識されているが、本人は女の子らしくなりたいと常々考える。一つ年下の幼馴染、猪山毅が好き。勇太と勇治という双子の弟がいる。

### 中学生男子
全員が雪ノ下中学生徒。小説版オリジナルの猪山毅以外は連載開始時2年生で、作中で3年に進級（猪山毅のみ1学年下）。衛以外の名前はアニメ化決定後に発表されており、原作では出てこない。
楠田 悦（くすだ えつ）
声 - 浅沼晋太郎
小学生のようなルックスとスケベな性格を併せ持つ、悪ガキ風情の男子。弟が2人いる。左利き。
いつもケンカばかりしてしまう慧のことが好きになる。勉強・運動・音楽などの分野でも、何一つ良い所がないと酷評される。しかし、家庭科の成績は本人曰く「4」。また、思いやりのある性格で、後に慧も長所として認める。
財津 衛（ざいつ まもる）
声 - 入野自由
真面目な性格の美少年。将来は救急隊員になる夢を持つ。美術部所属。
あゆみに好意を寄せられるが、本人は幼馴染の山本岬に好意を寄せる。その上、あゆみが兄・操を蹴り倒すところ目撃し、彼女を恐れるようになる。空腹になると、普段と違って癇癪を起こしやすくなる。後日談では岬をネタに良からぬ妄想で盛り上がる楠田と曽我部に本気で怒りを示すなど、フラれてからも彼女が大切な存在である事に変わりはない。
あゆみ同様、作者の読切『秋色妄想日和』に、プロトタイプとも言える朝田というキャラクターが存在する。
曽我部 弘之（そがべ ひろゆき）
声 - 櫻井孝宏
眼鏡をかけた長身長髪の少年。妄想癖があり、勘違いをよく起こす。
同じクラスの名央に優しくされ、彼女に想いを寄せる。成績は低い。自分に絶対的な自信を持つが、連城由紀人の登場によって失う。楠田に「いい雰囲気だった」と言われるようなチャンスも、自ら逃してしまうほど鈍感な面もある。
寺井 春人（てらい はると）
声 - 岡本信彦
りかの彼氏。眼鏡をかけた冴えない男子。テニス部所属。
テニスの実力はいまひとつだが、りかと密かに付き合う。彼女を一倍想っており、部活も自分なりに一生懸命努力する。
りかとのちぐはぐした関係に悩むが、結果的にファーストキスを交わし、報われる。
猪山 毅（いのやま たけし）
小説版オリジナルキャラクター。本郷ゆかりの幼馴染で、実家は銭湯を経営。子供受けがよく、誰にでも積極的に絡める明るい性格。少々エロい。ゆかりのことは女性として受け止めておらず、先輩の江ノ本慧に憧れを抱く。

### 高校生女子
全員が水仙寺高校生徒。菜の花のみ、作中の年度越しの後に入学してきた1年生。他は全員連載開始時1年で、作中で2年に進級。
山本 岬（やまもと みさき）
声 - 田中理恵
5月28日生。血液型：B。好物は焼肉。趣味は格闘技観戦。
クラス中で一目置かれるクールビューティー。恋敵として敵視するあゆみや小宵ですら、魅了してしまう女性の魅力を持つ。
良彦や衛などから想いを寄せられるが、まるで気付かず（良彦は友人、衛は弟のように認識する）、有二を好きになる。バレンタイン以降、良彦と衛の自分への想いを知り、知らずに二人を傷つけていたことに気付き、自分の気持ちも分からなくなり、有二への想いを諦めようとする。しかし、彼の妹のあゆみから叱責され、良彦と衛の気持ちにけじめを付け、以降は有二にアプローチをかけるようになる。財津兄弟とは家が隣同士で幼なじみ。不器用ゆえに暴走しがちな操の数少ない理解者。
渡瀬 めぐる（わたせ めぐる）
声 - 白石涼子
5月12日生。血液型：O。好物はチョコレートパフェ。特技は水泳。
巨乳眼鏡っ娘。クラスの委員長。ファミレスでウェイトレスをする。かつては全中スイマーだったが、巨乳が劣等感になり水泳を辞めていたものの、想いを寄せる武居との再会と彼の説得から考えが変わる。
最初はマネージャーとして水泳部に入部する。2年生に進級後、正式な部員となり、昔の泳ぎも徐々に取り戻す。
江ノ本 夕（えのもと ゆう）
声 - 佐藤聡美
2月22日生。血液型：AB。好物はチーズケーキ。趣味は人間観察。
慧の姉。
岬やめぐると仲が良く、よく行動を共にする。姉御肌の慧とは対照的に、幼さが滲む容姿と性格で、姉妹関係は逆転する。しかし、人間観察を趣味としているだけあって、人の本質を見抜くのに長け、岬が男子からツッコまれるのに慣れていないことも気付いている。かなりの多趣味で、老若問わず男友達がたくさんおり、上村から好意を寄せられている。特定の男子に好意を寄せているわけではないが、自分を犠牲にしてまで有二を応援する良彦に興味を持ち始める。
久間 菜の花（きゅうま なのか）
声 - 矢作紗友里
スイミングスクールで一緒だった渡瀬めぐるのライバルを自認する。あだ名は「Qちゃん」だが、本人はそう呼ばれることを嫌う。
容姿はまるで小学生だが実力は高い。めぐるの後を追うように水仙寺高校へ入学し、最初の彼女との勝負では勝つが、その後昔のカンを取り戻しためぐるには1度も勝利できない。

### 高校生男子
武居、連城以外は連載開始時1年で、作中で2年に進級（武居は3年に進級、連城は卒業）。財津、連城以外は水仙寺高校の生徒である。
財津 操（ざいつ みさお）
声 - 乃村健次
衛の兄。山本岬らとは別の高校・私立黒骨高校に通う。
有原あゆみが好きで、不良達から彼女を守ろうとするが、人付き合いの苦手さゆえに誤解されてストーカー行為に発展してしまう。身長194センチメートルで電柱に隠れられないほどの巨体。ヤクザのような容貌で、初対面の相手には敬遠されがち。見た目と裏腹に几帳面で動物好きだが、容姿が災いしてか動物に好かれず、過去に飼っていたハムスターも全てストレスで死なせてしまう、不遇な境遇の持ち主。過剰なまでに弟想いで、あゆみが衛を選ぶ場合、自ら身を引くつもりでいる程である（最終話でその通りの結果になるが、衛に対してライバル宣言する）。
有原 有二（ありはら ゆうじ）
声 - 吉野裕行
あゆみの兄。三枚目的な男子高校生。
いわゆるシスコンだが、あゆみからいいようにあしらわれ、操に言い寄られていることには対抗できず恐れおののく。また、あゆみが財津を好きだと発言した際、彼女は衛のことを言っていたが、彼自身は操のことだと思い込んでしまう。
衛には、結果的に山本岬を取るような形となったために、逆恨みのような感情を持たれ、どこがいいのかも分からない奴と内心バカにされる。山本岬から惚れられるが、バレンタイン以降は岬を恐ろしい女と認識してしまう（アニメでは爆弾の件がカットされたため、戸惑う）。しかし後々彼女のことをしっかり考えるようになり、シスコンもある程度解消される。
別所 良彦（べっしょ よしひこ）
声 - 日野聡
小宵の兄。地味で冴えない男子高校生。小宵のブラコンにはやや辟易するが、兄妹仲は良好。
以前から岬のことが好きだが、彼女が有二のことを好きだと知ると、身を引いて2人の恋を応援する役回り、男として株を上げる。
その自己犠牲的行動が夕に興味を抱かれ、彼女の男友達からは睨まれる。
千倉 一真（ちくら かずま）
名央の兄。かなりのイケメン高校生。有二、良彦らと同じクラス。写真部所属。アニメ版には登場しない。
風邪を引いた奈央の看病をするなど、兄妹仲は良い様子。
小説版では、第2話「ウィンター・フォトグラフィー」の主人公を務める。
上村（うえむら）
マンガ家志望の少年。自分でも自覚しているが少々自意識過剰。江ノ本夕のことが好き。アニメ版には登場しない。
武居 源五郎（たけい げんごろう）
声 - 中井和哉
男気に溢れる熱血水泳馬鹿。渡瀬めぐるの初恋（片想い）の相手。渡瀬くらいの大きさの爆乳が好み。
連城 由紀人（れんじょう ゆきと）
声 - 石田彰
名門・開帝高校の3年。雪ノ下中学美術部のOBであり、名央の憧れの絵を描いた張本人。爽やかで整った顔立ちをしている。
卒業を間近に控えた春休みを利用して同美術部に身を寄せるが、その進路に密かにただならぬ悩みを抱える。名央に想いを寄せられる。

### その他
陣内 志穂（じんのうち しほ）
小説版オリジナルキャラクター。第2話「ウィンター・フォトグラフィー」のヒロイン。気品に溢れた礼儀正しい大人の女性。
千倉一真が所属する写真部のOGであり、一真が写真の道に悩んでいた所へ突然現れる。彼が憧れを抱く写真に映っていた。

## メディア展開

### ドラマCD
- 「初恋限定。〜恋せよ乙女！ドキドキ☆カーニバル〜」[4]
  - イラスト：河下水希
  - 2009年2月16日、集英社ドラマCDより発売。
- TVアニメ『初恋限定。』ドラマCD「虹色ドロップ」[5]
  - 2009年8月26日、ランティスより発売。
  - アニメを補完する形で、山本岬と有原有二の二人にスポットを当てたストーリーとなっている。

### 小説版
「小説 初恋限定。-ウィンター・フォトグラフィー-」。著者は平林佐和子。2009年3月23日発売。

### テレビアニメ
2009年4月から6月まで、BS11ほかにて放送された。全12話。

#### スタッフ
- 監督 - 山川吉樹
- シリーズ構成・脚本 - 國澤真理子
- キャラクターデザイン - 下谷智之
- プロップデザイン - 山川宏治
- 美術監督 - 栫ヒロツグ
- 色彩設計 - 石川恭介
- 撮影監督 - 岩井和也
- 編集 - 西山茂
- 音楽 - 虹音
- 音響監督 - 明田川仁
- プロデューサー - 米桝博之、高野貴志、中山信宏、小池克実、武智恒雄
- アニメーション制作 - J.C.STAFF
- 製作 - 『初恋限定。』製作委員会（集英社、ジェネオン・ユニバーサル・エンターテイメント、ランティス、クロックワークス）

| 曲名                         | 作詞               | 作曲・編曲         | 歌                 | 備考               |                    |
| オープニングテーマ           | オープニングテーマ | オープニングテーマ | オープニングテーマ | オープニングテーマ | オープニングテーマ |
| ---------------------------- | ------------------ | ------------------ | ------------------ | ------------------ | ------------------ |
| Future Stream                | 畑亜貴             | 山口朗彦           | スフィア           |                    |                    |
| エンディングテーマ           |                    |                    |                    |                    |                    |
| 初恋 limited                 | micco              | 菊池達也           | marble             |                    |                    |
| 幻想の場所、それぞれの道の上 | micco              | 菊池達也           | marble             | 第6話              |                    |
| 空に舞う                     | micco              | 菊池達也           | marble             | 第9話              |                    |

#### 各話リスト
| 話 数 | サブタイトル               | 絵コンテ | 演出     | 作画監督                   | 総作画監督          | 放送日         |
| ----- | -------------------------- | -------- | -------- | -------------------------- | ------------------- | -------------- |
| 1     | 美少女Aと野獣Z             | 山川吉樹 | 神保昌登 | 島村秀一                   | 下谷智之            | 2009年 4月11日 |
| 2     | となりの山本さん。         | 山川吉樹 | 橋本敏一 | 井嶋けい子 加藤万由子      | 山川宏治            | 4月18日        |
| 3     | ゆらめきアンバランス       | 山川吉樹 | 太田知章 | 山田真也                   | 下谷智之 長谷川眞也 | 4月25日        |
| 4     | 世界の誰より大好きな       | 大畑清隆 | 高島大輔 | 佐野恵一                   | 山川宏治            | 5月2日         |
| 5     | とまどいダイビング         | 高田耕一 | 岸川寛良 | 杉藤さゆり 重国勇二        | 長谷川眞也          | 5月9日         |
| 6     | 雪が降り出すその前に       | 山川吉樹 | 佐藤光   | 加藤万由子 鷲田敏弥        | 山川宏治            | 5月16日        |
| 7     | キスをしようよ             | 高田耕一 | 神保昌登 | 中山由美                   | 下谷智之            | 5月23日        |
| 8     | チョコレート・ボマーの憂鬱 | 鈴木洋平 | 鈴木洋平 | 井本由紀                   | 山川宏治            | 5月30日        |
| 9     | その思い出には満開の       | 山川吉樹 | 橋本敏一 | 佐野恵一                   | 下谷智之            | 6月6日         |
| 10    | カッパファイト!            | 大畑清隆 | 布施康之 | 山田真也 清水勝祐          | 山川宏治            | 6月13日        |
| 11    | 少年達の逃避行             | 高田耕一 | 高島大輔 | 井嶋けい子 中山由美        | 山川宏治            | 6月20日        |
| 12    | ハツコイリミテッド。       | 山川吉樹 | 山川吉樹 | 下谷智之 中山由美 佐野恵一 | 下谷智之            | 6月27日        |

#### 限定少女。
Blu-ray discおよびDVDに収録されている映像特典で、原作短編「限定少女。」のアニメ化作品。テレビアニメ未登場の安藤そあこをメインとしたエピソードである。エンディングテーマはテレビアニメと同じ「初恋 limited」。
- 脚本 - 國澤真理子
- 絵コンテ - 高田耕一
- 演出 - 山川吉樹
- 総作画監督 - 下谷智之
- 作画監督 - 長谷川眞也（1話・2話）、井嶋けい子（2話･5話･6話）、佐野恵一（3話、4話）

#### ミニコーナー
初恋♥放課後トーク。毎話アニメ本編の終了後に3分ほど放送されるミニコーナー。声をあてている女性声優が顔出し出演でアフレコや恋についてのトークを行う。ただし、BS版で放送された実写パート「放課後初恋トーク」は、キッズステーション版ではカットされて放送された。

#### 放送局
| 放送地域 | 放送局             | 放送期間                | 放送日時           | 放送系列       | 備考         |
| -------- | ------------------ | ----------------------- | ------------------ | -------------- | ------------ |
| 日本全域 | BS11               | 2009年4月11日 - 6月27日 | 土曜 24:00 - 24:30 | BSデジタル放送 | 『ANIME+』枠 |
| 日本全域 | バンダイチャンネル | 2009年4月13日 - 6月29日 | 月曜 24:00 更新    | ネット配信     |              |
| 日本全域 | キッズステーション | 2009年7月16日 - 10月1日 | 木曜 24:00 - 24:30 | CS放送         |              |

#### 特別番組
タイトルは『オンエア直前！『初恋限定。』放送開始スペシャル 始まるときは いつもドキドキ！！』で、声をあてている女性声優5名（伊藤静、伊瀬茉莉也、豊崎愛生、寿美菜子、藤村歩）によるトーク番組が放送された。
| 放送地域 | 放送局             | 放送日       | 放送時間帯   |
| -------- | ------------------ | ------------ | ------------ |
| 日本全域 | BS11               | 2009年4月4日 | 本放送に同じ |
| 日本全域 | バンダイチャンネル | 2009年4月6日 | 本放送に同じ |

#### CD
- サウンドトラック
  - TVアニメ『初恋限定。-ハツコイリミテッド-』オリジナルサウンドトラック（2009年8月5日、LHCA-5104）[6] - ランティス・Mellow Headより発売、ジェネオン・ユニバーサル・エンターテイメントより販売。サウンドプロデュースは虹音。テレビアニメで使用されたBGMと、OPテーマ「Future Stream」のフルサイズ、EDテーマ「初恋limited」のTVサイズ、第6話EDテーマ「幻想の場所、それぞれの道の上」OSTバージョンを収録。
- キャラクターソング
  - 『初恋限定。 Character File』ランティス・Mellow Headより発売、ジェネオン・ユニバーサル・エンターテイメントより販売。
    - Vol.1（2009年5月22日、LHCM-1059）[7]
    - Vol.2（2009年6月24日、LHCM-1060）[8]
    - Vol.3（2009年7月23日、LHCM-1061）[9]
    - Vol.4（伊瀬茉莉也、後藤沙緒里、2009年8月5日、LHCM-1062）[10]
- DJCD[11] - マリン・エンタテインメントより発売、ジェネオン・ユニバーサル・エンターテイメントが販売協力。
  - 『TVアニメーション「初恋限定。」WEBラジオCD DJCD 恋彩限定。-コ・イ・イ・ロ リミテッド-』（2009年9月18日、MMCC-4213） - ディスク1枚目に録り下ろしDJCD、2枚目に配信済みラジオのMP3音源を収録。出演：〈パーソナリティ〉伊瀬茉莉也、伊藤静〈ゲスト〉藤村歩、浅沼晋太郎、後藤沙緒里

#### トレーディングカード
- テレビアニメ版のトレーディングカードが、2010年6月17日にグラシアより発売されている。全73種類[12]。面写真や設定資料を使用したカードの他に、出演声優の箔押しサインカードも封入された。

### Webラジオ
『静と茉莉也の恋彩限定（コ・イ・イ・ロ リミテッド）。』。パーソナリティーは伊藤静（江ノ本慧役）、伊瀬茉莉也（有原あゆみ役）。アニメイトTVにて、2009年3月23日から7月27日まで配信された。全17回。
ゲスト
- #12 藤村歩（千倉名央役）
- #14 浅沼晋太郎（楠田悦役）
- #16 後藤沙緒里（安藤そあこ役）

## 書籍情報
全て集英社発行

### 漫画
- 河下水希 『初恋限定。』〈ジャンプ・コミックス〉、全4巻
  1. 美少女Aと野獣Z - 2008年2月4日発売、ISBN 978-4-08-874482-7
  2. イロヅキコミュニケーション - 2008年5月2日発売、ISBN 978-4-08-874515-2
  3. チョコレート・ボマーの憂鬱 - 2008年7月4日発売、ISBN 978-4-08-874545-9
  4. ハツコイリミテッド - 2008年9月4日発売、ISBN 978-4-08-874568-8

### 小説
- 平林佐和子、イラスト：河下水希「小説 初恋限定。-ウィンター・フォトグラフィー-』〈JUMP j-BOOKS〉、全1巻、2009年3月23日発売　ISBN 978-4-08-703200-0